# Калдерара ди Рено
Калдера̀ра ди Рѐно (на италиански: Calderara di Reno, на местен диалект Caldarèra, Калдарера) е град и община в северна Италия, провинция Болоня, регион Емилия-Романя. Разположен е на 30 m надморска височина. Населението на общината е 13 279 души (към 2012 г.).